# Кунино
Кунино̀ е село в Северозападна България, област Враца, община Роман.

## География
Село Кунино се намира в западния Предбалкан. От село Кунино започва проломът, образуван от река Искър, известен в географската литература като Карлуковски. Землището на село Кунино е с площ 38,87 кв. км. Надморската височина на най-високата му точка е 386 м (връх Виса), а най-ниската точка е при жп гарата – 133 м. В кунинското землище е разположена южната граница на Карлуковската карстова област. Това е много ясно очертан скален венец, изобилстващ с карстови форми, създаващи характерния кунински пейзаж – скални венци, каменни кукли, скални мостчета. Над всички се откроява емблематичната за село Кунино скала Червеница. В карстовата област на север от селото изобилстват подземни карстови форми – пещери. Установени са около 140 пещери, като най-дългата измерена е Кошарата (256 м), а най-дълбоката – Гложава яма (69 м денивелация).
Върху местния климат на Кунинските земи влияние оказват някои техни особености:
• Широко отворената долина на река Искър способства за свободната циркулация на въздуха и не позволява да се образуват температурни инверсии, поради което абсолютните минимални температури не са така ниски.
• Силната нарязаност на релефа налага принудително издигане на настъпващите въздушни маси през лятото и развиването на дъждовна облачност, която поражда по-често поройни валежи, а понякога и градушки.
Рядко и необичайно явление за селото е бил силният смерч през юни 1918 г., който е нанесъл големи материални щети и помел от скалата Къйнов зъб около 150 крави и биволи.
Хидрографската мрежа на кунинското землище е ориентирана изключително към преминаващата през него река Искър. Карстовият терен северно от селото се отводнява от река Големия дол, ляв приток на Искър, наричана от местните жители Барата. Подхранването на Барата е преди всичко подпочвено – от карстовите извори Дяволската воденица и Пишурата. Част от многобройните карстови извори в кунинското землище са каптирани и се използват както за водоснабдяване на селото, така и за водоснабдяване на град Роман.
През село Кунино минава третокласният републикански път III-1031, който води на север през село Реселец до град Червен бряг, а на югозапад до град Роман и връзка там с третокласния републикански път III-103.
Кунино е жп спирка на Главна железопътна линия № 2 София – Горна Оряховица – Варна.
Населението на село Кунино, наброявало 1766 души при преброяването към 1934 г. и 1778 към 1946 г., намалява постепенно до 428 (по служебен документ на НСИ от 31.12.2023 г.) към 2023 г.
Етническият състав на населението по численост и дял на етническите групи според преброяването през 2011 г. е:
|                     | Численост | Дял (в %) |
| Общо                | 501       | 100,00    |
| Българи             | 440       | 87,82     |
| Турци               | 3         | 0,59      |
| Цигани              | ...       | ...       |
| Други               | 4         | 0,00      |
| Не се самоопределят | ...       | ...       |
| Неотговорили        | 49        | 9,78      |

## История

### Легенда
Куна Кралица била единственото дете в семейството на владетеля на крепостта. Още като девойка тя овладяла от баща си бойното изкуство. Куна пораснала и стъпила на престола на бащиното си „кралство“. Тя се славела с изключителна красота и като справедлива владетелка. Около себе си събрала отряд от девойки, които можели да яздят, да стрелят с лък и да въртят боздуган. Когато османлиите се насочили към крепостта, те били пресрещнати на платото Рудината от храбрите амазонки. Повечето девойки погинали в неравната битка. Водачът на османлиите предложил на Куна да се предаде и да стане ханъма в двореца на султана. За да не попадне в плен, гордата кунинска „кралица“ се хвърлила от отвесните скали над пещерата „Дяволската воденица“. Русите ѝ коси останали да се реят, закачени на глога над пещерата. И днес дългите ластари бръшлян, спускайки се като момински коси от скалата, напомнят на поколенията за безстрашната девойка. Статуята на закрилницата на Кунино се белее на височината над селото, изваяна от преподаватели в Техникума по каменоделство.

### Праистория
През 1998 г. палеонтологът Георги Христов от Плевен провежда първата палеонтоложка експедиция в землището на село Кунино. При проучването на кариерата на вече закритата фабрика за вар „Калцит“ са разкрити хиляди кости от птици и бозайници. От пещерната цепнатина е изваден бивник на древен слон, дълъг 20 см. Сред костните останки от птици от ранния плейстоцен отпреди 1,2 – 1,1 млн. г. от палеоорнитолога проф. Златозар Боев са установени 11 вида, сред които ловен сокол (Falco cherrug), глухар (Tetrao urogallus), пъдпъдък (Coturnix coturnix), планински кеклик (Alectoris graeca), черешарка (Coccothraustes coccothraustes), голямо черноглаво коприварче (Sylvia atricapilla), конопарче (Carduelis cannabina), както и изчезналата през първата половина на 20 век от страната червеноклюна хайдушка гарга (Pyrrhocorax pyrrhocorax).
Изобилието от дивеч, съчетано с многобройните пещери, подходящи за обитаване, привличат първите заселници в Кунино още в епохата на палеолита (старокаменна епоха). Най-старите следи от човешко присъствие са установени през 1956 от Николай Джамбазов, който разкрива пещерното поселище Самуилица. Трите културни пласта в това поселище са датирани към края на средния и началото на късния палеолит.
През 1922 г. Васил Миков разкрива останки от голямо селище, съществувало през неолита (новокаменна епоха) на платото Рудината и в пещерата Провъртенка, чийто вход е на платото. Освен многобройни каменни сечива са открити два цели глинени съда както и многобройни фрагменти, украсени с геометрични фигури или врязвания във ветрилообразна форма. Намерени са и фрагменти от един много голям съд, който изглежда е бил донесен от доста отдалечено място. Върху този съд на графитна основа са изрисувани фрагменти с бяла боя. Сред най-ценните находки са няколко хромелни камъка за мелене на зърно, които свидетелстват, че неолитните обитатели на Рудината и пещерата Провъртенка са се занимавали със земеделие.
През 1960 г. зад стария железопътен кантон, по време на изкопни работи по шосето за с. Радовене, е разкрито енеолитно селище (около 4000 г. пр.н.е.). Проучването е извършено от Богдан Николов от Окръжния археологически музей, гр. Враца. Разкрити са основи на жилища, глинени мазилки от стените им, огнища, пещи. Находките са многобройни – сечива от кремък и камък, хромели за мелене на жито, глинени тежести за вертикален стан, фрагменти от рисувана многоцветна керамика. Открити са и няколко цели глинени съда, покрити с червена ангоба (оцветена глинена каша) и украсени с врязани геометрични орнаменти. Съдовете са изработени на ръка от жителите на селището – в глината са открити примеси на минерални пясъци от р. Искър.

### Античност
В края на бронзовата и началото на желязната епоха (около 1000 г. пр.н.е.) в българските земи се заселват тракийските племена. Кунинското землище попада в територията, заета от тракийското племе трибали. Изглежда тогава, на трудно достъпното и удобно за защита плато над с. Кунино, наричано от кунинчани Градището, е възникнало античното селище Трулензис. Находките с най-ранна датировка от това селище са няколко бронзови фибули и фрагменти от бронзова конска амуниция, съхранявани в Историческия музей – Враца. От намерените каменни паметници става ясно, че през V в. пр. Хр. елинизацията на местното население е силно напреднала. През 28 г. пр. Хр. селището е включено в пределите на римската империя и преживява разцвет през следващите три века. От каменните надписи и пластики може да се направи извода, че основен поминък на неговите жители са били каменоделството и лозарството. В края на IV век селището е разрушено от готите.
В средата на 6 век император Юстиниан I предприема грандиозно строителство по укрепване на Балканския полуостров. Възстановени или новопостроени са около 80 крепости. В книгата „За строежите“ на византийския историк Прокопий Кесарийски са изброени поименно голям брой от тези крепости, вкл. и кастелът Кунай. Васил Миков идентифицира Кунай с укреплението в местността Градище над с. Кунино. В руините от тази крепост са открити няколко монети, сечени по времето на император Юстиниан. Към същата епоха са датирани основите на еднокорабна църква, с размери 16 х 8 м, както и останките на няколко вкопани в земята помещения, открити в поляните около Градище.

### Средновековие
В изследването си за Трулензис Иван Велков предполага, че славяните първоначално са се заселили в юстиниановата крепост, но скоро са я изоставили и са се настанили по-близо до р. Искър, на мястото на сегашното село. Тази хипотеза не може да се провери, тъй като в кунинското землище липсват следи от активна стопанска дейност през периода от VII до Х век. Положението се променя през XI и XII век, когато Дунавската равнина е многократно опустошавана от узи, печенеги и кумани. Голям брой бегълци се заселват в района на днешното село. За стопанското развитие на селището свидетелства огромното количество византийски монети, които въпреки редовните иманярски набези, са достигнали до музеите. В Археологическия музей в София и в Историческия музей във Враца се съхраняват около 500 византийски бронзови монети, открити в землището на село Кунино. Всички те са сечени в периода 1143 – 1203 г.
В местността Градище край с. Кунино съществува крепост до падането на България под османско владичество. Крепостта е надстроена върху укрепления от по-ранна епоха. Лицата на стените, дебели до 2 m са строени с варовиков ломен камък, споен с бял хоросан, а вътрешността е попълвана от дребни варовикови късове, пясък и хоросан. Заема площ от 14 дка, във вътрешността има добре запазено водохранилище с размери 6 х 6 m. Запазени са основите на стените и частично една от кулите.
Най-любимата на кунинчани и предавана от поколение на поколение е легендата, свързана с отбраната на крепостта в м. Градище при османското нашествие. Това е легендата за храбрата и красива Куна Кралица, управлявала в края на XIV в. своето „кралство“ като един от феодалните владетели в Искърския край.

### Османско владичество
Името на селото се среща за пръв път като Конино в тимарския опис от 1479 г. „Структура на тимарските приходи в нахия Ивраджа (дн. Враца) на санджак Никопол“. Според този документ селото е тимар на Мурад, на Юсуф и на Якуб, синове на Сюлейман и има 22 домакинства, от които само едно мюсюлманско. Приходът към хазната е 1763 акчета.
В началото на 16 век селото получава известно самоуправление и е обявено за войнушко. В регистъра на войнуците от Никополски санджак през 1548 г. са вписани имената на 43-ма войнуци от с. Кунино.
През 1670 г. селото е опожарено от татарските орди на Селим Гирай, който отива на помощ на османската армия за войната срещу Австрия. Според преданието, населението се укрива в една пещера, наречена днес Татаркинята. Тези събития са отразени в приписка към църковна книга от Кунино, факсимиле от която може да се види в музейната експозиция на селото: „Да се знае коги приде татар хан у грат Плевен та неоста добитък хич, ни жена, ни девица в лето 7268, месец октоврия...“
През 18 век отслабването на османската централна власт е съпроводено с кърджалийски обири и с ограничаване на правата, с които са се ползвали войнушките селища. В богатия на пещери район между Кунино и Карлуково започват да действат хайдушки чети, съставени от бивши войнуци. Много от хайдушките легенди са събрани във фолклорния образ на поп Мартин. Нападнат ли разбойници сиромашка жена и дечица, внезапно от гората ще излезе поп Мартин, ще развее брада и ще прогърми с пушката. Не един или два са султанските кервани, бастисани от него. Поколения кунински иманяри копаят и прекопават пещерите край селото, търсейки скритото му злато...
Важна роля в обществено-политическия живот на Кунино в първите три десетилетия на 19 век играе влиятелният врачански търговец и възрожденски деец Димитраки Хаджитошев. В Кунино той е имал чифлик, дюкян за продажба на стоки от първа необходимост и пункт за изкупуване на селскостопанска продукция. В неговите търговски тефтери се срещат многобройни записи на търговски сделки с кунинчани, от които той е изкупувал големи количества пчелен мед и необработена коприна.
Димитраки Хаджитошев е поддържал редовни връзки с руското военно командване. През 1826 г., в навечерието на поредната руско-турска война, в чифлика си край селото той започва да изгражда строеж с военно-стратегическо значение – двуетажна каменна кула с бойници. Изградена е и голяма видня (ковачница) за производство на оръжие. Изграждането на крепостта край Кунино е отразено в народните песни от Северозападна България, записани от етнографа Димитър Маринов в „Жива старина“ през 1891 г. В една от тези песни майката на Димитраки го съветва:
„...Синко Димитре, Димитре,

не гради кула шарена

у това село Кунино,

че кунинци са хайдуци,

хайдуци, синко, душмане...“
В изграждането на кулата са включени много селяни от Кунино (вкл. жени и деца), които Димитраки Хаджитошев принуждава да работят ангария. Това не се понравя на кунинчани, които като войнушко село не били задължени да дават ангария. Те съставят делегация, която отива във Враца и осведомява властите за градежа на кулата. На 16 май 1827 г. в кунинския чифлик пристигат трима гавази, които арестуват Димитраки. На 27 юни той е посечен край Видин.
Войната, за която се е готвил Димитраки Хаджитошев избухва една година по-късно /Руско-турска война (1828-1829)/. Руските войски преминават р. Дунав при Никопол и се насочват към Враца и София. Много врачански села са освободени. В Кунино за две години е установено руско военно управление. Според чл. 13 от сключения през септември 1829 г. в Одрин мирен договор е даден 18-месечен срок, в който християните, поданици на Османската империя, имат право да продадат имуществото си и да се изселят безпрепятствено в Русия. Резултат от тази клауза на договора е първото голямо изселване на кунинчани. Много кунински семейства тръгват след оттеглящите се руски войски и се заселват в Бесарабия.
През 1865 г. над 100 000 черкези, които след Кримската война са изгонени от Русия, се заселват в българските земи. Няколко десетки черкезки семейства се заселват на мястото на днешното кунинско гробище и започват да грабят къщите и нивите и да нападат жените. Недоволството на кунинчани прераства в бунт и властите са принудени да преместят черкезите в местността Хърчене, за която с. Кунино и с. Камено поле се съдели от 1865 г. Кунинчани били задължени да им построят 32 къщи.

### Съвремие
През последните 2 десетилетия от нашата съвременност обезлюдяването на селото и замирането на стопанската дейност водят до запустяване на височините около с. Кунино. Платото Градище е обрасли в тръни и драки, обитавано е от змии и е частично достъпно за изследване само в късната есен.

## Религии
Изповядва се християнство. По време на османското владичество Кунино е било войнушко село и заселването на мюсюлмани в него е било забранено.
С активното съдействие на по-заможните кунински войнушки семейства в началото на XVII век е възстановена църквата „Св. Николай“ върху основите на разрушена при османското нашествие стара църква. Църквата е оцеляла и функционира и до днес. Изградена е в типичния за времето стил – еднокорабна, ниска, имаща вид на жилищна постройка. Изографисана е в края на XVIII век от тревненския зограф Петко Танов Даскалов.
Името на първия известен кунински свещеник е поп Христо (около 1750 г.). От 1799 до 1831 селски свещеник е поп Христо Христов, който през 1800 г. открива килийно училище и става първият учител в селото.
Сред най-колоритните личности в историята на Кунино е отец Никола Мифитишев, свещеник в местната църква през 1926 – 1944 г. През 1945 г. той е осъден от т.нар. „Народен съд“ на 10 години строг тъмничен затвор, след което църквата е затворена и оставена да се руши.
През 1996 г. с доброволния труд на кунинчани започва възстановяването на храма, който е осветен и отново отваря врати на 6 май 1997 г. Понастоящем в Кунино няма постоянен свещеник. На големи празници в църквата служи свещеник от град Роман.
Според спомени на стари кунинчани на 22 май всяка година в църквата „Св. Николай“ е имало празник, на който се прави курбан. Децата от цялото село отиват с малки съдове, за да получат от готвеното – „молитвата“. На тази дата католиците отбелязват пренасянето мощите на св. Николай Чудотворец в гр. Бари. Ако спомените на старите кунинчани са верни, то изборът на католически празник за патронен на кунинската църква може би предполага влияние на чипровската католическа мисия при изграждането на църквата в началото на XVII век.
Днес традиционният курбан се прави на 6 май – деня на повторното откриване на църквата през 1997 г.

## Обществени институции

### ОУ „Васил Левски“
Изглежда, че към 1800 г. в селото вече е било открито килийно училище. Според приписка, направена в полето на евангелие от поп Снако от Камено поле, съхранявано в библиотеката на Светия синод, е отбелязано: „...коги учих на село Кунино в лето 1800 ...“. Килийното училище е давало елементарна грамотност като обучението се е извършвало по богослужебни книги.
През пролетта на 1864 г. в църковния двор кунинчани построяват двуетажна училищна сграда с три класни и учителска стая. Училището се строи по план и ръководство на учителя-възрожденец Димитър Цалов, който въвежда учебните предмети Земеописание, История, Граматика, Краснопис, Смятане и Катехизис. До 1919 г. в кунинското училище се води обучение до четвърто отделение.
През 1920 г. е открита прогимназията в Кунино. За неин пръв директор е назначен учителят по история Петко Василев – баща на писателя Орлин Василев. Първоначално занятията на прогимназиалните класове се водят по домовете на заможни кунинчани. През 1923 г. над селския площад е построена модерна за времето училищна сграда на 2 етажа с 8 класни стаи. Стълбите, первазите под прозорците, каменната рамка и украсата на входа са изработени от чешки каменоделци, преподаватели в новооткритото Каменоделно училище. През 1961 г. началното училище и прогимназията в Кунино са обединени в Основно училище „Васил Левски“.
За цялата история на кунинското училище занятия не са провеждани само през втория срок на учебната 1943 – 44 г., когато в училищната сграда е настанен евакуираният от София щаб на железопътната полиция. На 15 септември 2009 г. звънецът в кунинското училище за последен път дава начало на нова учебна година – съгласно решение № 282 от 26 март 2010 г. на Общинския съвет в Роман средното училище в с. Кунино е закрито.

### Професионална гимназия по каменообработване
Създадена е със съдействието на кунинчанина Коста Томов, министър в правителството на Александър Стамболийски, както и при голямото съдействие на чешкото каменоделно училище в Хоржице. През 1921 г. е издаден правителствен указ за създаване на Държавно каменоделно училище. На 2 ноември 1921 г. в Кунино пристига със съпругата си първият директор чехът Рудолф Браун, който за няколко месеца успява да запише 10 ученици. Теоретичните занятия започват на 2 март 1922 г. и тази дата е прието да се счита за рождена на училището. През есента на 1922 г. пристига чешкият учител специалист Йозеф Шквара. Назначени са и няколко българи, преподаватели по общообразователни предмети и през учебната 1922/23 г. в училището вече се провежда пълноценно обучение. През 1925 г. двамата чехи напускат, а на тяхно място пристигат Станислав Кхун (директор) и Иозеф Краус (учител специалист). През 1927 г. е назначен първият български учител по каменоделство – скулпторът Атанас Мусаков (ученик на Иван Лазаров и брат на писателя Владимир Мусаков), а през 1928 г. скулпторът Крум Алексов става първият българин, директор на училището.
Първоначално занятията се водят в къщите на по-заможни кунинчани. Край кунинската жп гара през 1922 г. започва строежът на училищната сграда по чешки проект и редовни учебни занятия в нея се водят от декември 1931 г.
На 3 ноември 2006 г. на редовното заседание на Министерския съвет е одобрено постановление за преобразуване на Професионалната гимназия по каменообработване, от държавно училище към Министерството на образованието и науката в училище по изкуствата към Министерството на културата. Понастоящем в Професионалната гимназия по каменообработване се обучават ученици от VIII до XIII клас, които получават образование по професия „Каменоделец“, специалност „Каменоделство“, както и ученици от VII до XIII клас по професия „Художник“, специалност „Скулптура“.
За първи път в своята 90-годишна история Училището по каменообработване събира през 2011 г. над 250 свои бивши ученици, които идват от цяла България, от няколко европейски държави и САЩ.

### Читалище „Цветан Гановски“
Читалището е основано през 1891 г. от група кунински учители и общественици. В първите десетилетия от съществуването му дейността е повече от скромна – няколко реферата, изнесени в една от стаите на училището. Дейността на читалището е възстановена от селския фелдшер Йоло Бърдаров, който е несменяем председател на читалищното настоятелство от 1926 г. до 1942 г. Училищният коридор се използва като театрален салон, където 2 – 3 пъти годишно се изнасят любителски спектакли. Сформиран е мъжки хор, ръководен от преподавател по музика в Плевенската мъжка гимназия. Общината предоставя на читалището земеделски парцел. С приходите от тази нива и от продажба на билети е създадена читалищната библиотека, за нуждите на която основното училище предоставя партерна стая. През 1934 г. читалището закупува първия в с. Кунино радиоапарат. През 1947 г. започва строежът на читалищния салон като западно крило на училищната сграда. Изграден е салон с 420 места, с балкон и гипсова рамка на сцената. Стенописите в салона са дело на големия български художник и иконописец Никола Кожухаров. Читалищният салон е открит на 2 май 1948 г. През август 1949 г. читалището закупува прожекционен киноапарат. През 1964 г. на читалищната библиотека е предоставено помещение в новопостроената сграда на кметството.
През 1997 г. читалище „Цветан Гановски“ се регистрира като юридическо лице с нестопанска цел във Врачанския окръжен съд съгласно Закона за народните читалища. Регистрирано е под номер 1013 в Министерството на културата на Република България.

### Исторически музей
Музеят е открит на 4 април 1988 г. и е разположен на 2 етажа в родната къща на акад. Сава Гановски. Експозицията на втория етаж е изцяло посветена на комунистическото движение в селото. На приземния етаж са изложени експонати, свързани с историята на Кунино. Сред тях са 40 бр. копия на кремъчни артефакти от епохата на палеолита, оригинална неолитна керамика, фотопана на мраморни плочи и жертвеници от тракийската и римската епоха, съхранявани в Археологическия музей в София, римски и византийски монети, факсимилета на османски документи (с превод), в които се споменава за село Кунино. Етнографската сбирка, която илюстрира бита, облеклото и занаятите в Кунино от втората половина на 19 век, е разположена в реставрираната съседна къща. Музеят се стопанисва от фондация „Акад. Сава Гановски“.

## Забележителности

### Природни забележителности
В землището на Кунино следните обекти имат статут на природна забележителност:
- „Гълъбарника“ – площ 3,5 ха, създадена за опазване на пещера, обявена със Заповед № 1799 от 30 юни 1972 г.
- „Самуилица I и II“ – площ 3,5 ха, създадена за опазване на пещери, обявена със Заповед № 1799 от 30 юни 1972 г.
- „Червеница“ – площ 3 ха, създадена за опазване на скали, обявена със Заповед № 3039 от 3 октомври 1974 г.

### Културни забележителности
В землището на Кунино следните обекти имат статут на паметник на културата с национално значение:
- Тракийско селище Трулензис – ДВ, бр. 69/1927 г.
- Праисторическо селище Самуилица – ДВ, бр. 90/1965 г.
- Праисторическо селище край пещерата Марковска дупка – ДВ, бр. 25/1969 г.
- Крепост от Втората българска държава в местността Градище – ДВ, бр. 25/1969 г.

### Други забележителности
- Паметник на легендарната Куна Кралица
- Паметник на кунинчани, загинали във войните за национално обединение (1912 – 1918)
- Подземни складове от късноримската епоха под височината Градище.
- Музей с историческа, етнографска и нумизматична сбирка.

## Редовни събития
- 14 февруари – Трифон Зарезан
- Ежегоден събор на 22 юни

## Известни личности
- В Кунино е роден политикът Константин Томов (1888 – 1935), вътрешен и военен министър на България. Константин Томов с помощта на чешки учители открива Държавното училище по каменоделство през 1922 г. и осигурява финансиране за изграждане на вародобивната фабрика „Калцит“ в селото.
- В Кунино е роден акад. Сава Гановски, президент на Международната федерация на философските дружества (1973 – 1978), председател на V народно събрание (1966 – 1971).
- В Кунино е починал българския революционер от ВМОРО Димитър Шатоев (1876 – 1922)
- В Кунино е живял, творил и преподавал в Каменоделското училище скулпторът Никола Корчев – потомък на спасителя на Самарското знаме (1931 г. – 2006 г.)
- В Кунино е роден проф. Веселин Ковачев, работи в областта на физиката на ниските температури, създател на първите български свръхпроводящи материали

## Интересни факти
- Любен Каравелов в „Българи от старо време“ (1867) пише:

„Кунино, Радювене, Горня и Долна Скравена, Ихтиман и Копривщица се славят с красотата на жените.“
- В селото се намира единственото на Балканския полуостров училище по каменообработване.
- Край селото е създадена ферма за щрауси, в която има 5 птици.